# Soldeu
Soldeu o Soldeo es un pueblo de Andorra perteneciente a la parroquia de Canillo. Está situado en la orilla derecha del Valira de Oriente, en su confluencia con la vall d’Incles.
En 2015 tenía 559 habitantes.

## Descripción
En los meses de invierno se convierte en un pueblo de esquiadores. Se puede practicar esquí a lo largo de los 210 km del área de esquí Grandvalira, la mayor estación en los Pirineos. Se puede acceder desde Encamp, Canillo, El Tarter, Soldeu, Grau Roig, Pas de la Casa y Porte des Neiges. 
El pueblo está a 1841 m s. n. m. y la cima del área de esquí está a 2580 m s. n. m. El teleférico, con origen desde el pueblo, alcanza los 2250 m s. n. m. donde están ubicadas las escuelas de snowboarding y esquí así como algunos restaurantes. Desde aquí es posible esquiar hasta la parte superior del teleférico de El Tarter o al mismo pueblo de El Tarter por la pista llamada 'Gall de Bosc'.

## Patrimonio
En este lugar está la iglesia de San Bartolomé de Soldeu.